# 小行星1274
小行星1274（英語：1274 Delportia）是一颗围绕太阳公转的小行星。1932年11月28日，歐仁·約瑟夫·德爾波特在于克勒发现了此天体。
該小行星以發現者歐仁·約瑟夫·德爾波特命名。
这颗小行星的绝对星等为244.70935等。